# 팬택 베가 시크릿노트
팬택 베가 시크릿 노트 (Pantech VEGA Secret Note)는 팬택이 2013년 10월 16일에 출시한 안드로이드 패블릿 스마트폰이다.
팬택의 스마트폰 중 두 번째로 CA방식 LTE-A를 지원하며, 지문인식을 지원하고 펜이 내장되어 있다. 또한, 2Ah 급속충전으로 2시간만에 완충할 수 있다.
SK텔레콤, KT, LG U+를 모두 지원한다

## 같이 보기
- 팬택 베가 시크릿 업

## 운영 체제/소프트웨어

### 안드로이드 4.4 킷캣
2014년 5월 16일 안드로이드 4.4.2 킷캣 업그레이드가 완료되었다.

## 기타 업그레이드

### 베가 기프트 팩 업그레이드
2014년 1월 21일 베가 기프트 팩 업그레이드가 실시되었다.
KT모델은 Ver 1.30, LG U+모델은 Ver 1.39, SK텔레콤모델은 Ver 1.29로 소프트웨어를 업그레이드 하면 기프트 팩을 사용할 수 있다.

## 색상
- 블랙
- 화이트

## 연혁
2013년 10월 16일 출시하였다.팬택은 베가 시크릿노트 50만대 판매량를 목표로 했다.

## V 펜
베가 시크릿 노트의 내장된 정전식 터치 펜이다.(펜 머리부분을 돌려서 입구에 꽃아놓으면 거치대로도 활용 가능하다.)
분실의 가능성이 높고 가격이 저렴한편은 아니고, 정전식이라서 혹평을 받음

## 외형
후면에는 상단에 카메라와 플래시 시크릿 키가 있고 하단에는 스피커가 있고 배터리 분리 커버도 있다. 배터리 덮개를 열면 마이크로 SD 슬롯과 유심 슬롯이 포개어 배치되어 있다. 전면에는 상단에 통화 스피커 전면카메라가 있고, 하단에는 이전 버튼, 홈 버튼, 메뉴 버튼이 있다.측면에는 좌측에 볼륨조절 버튼, 우측에 전원 버튼이 있다.

## 특수 기능

### 디자인 홈
홈 화면의 배열방식이나 아이콘 등을 사용자가 직접 디자인 할 수 있으며 디자인기존 제품 (베가 LTE-A)대비 사용자가 디자인한 화면을 가져오거나 내보낼 수 있도록 개선되었다.

### 지문 인식
시크릿 키(V버튼)으로 지문을 인식한다.

### 시크릿 모드
사용자의 지문을 인식을 통하여 진입할 수 있는 사용자 개인의 비밀 모드로, 전화번호부, 앱 등을 일반적인 잠금해제 (패턴,PIN,비밀번호, 얼굴인식 등)로 해제할 경우 보이지 않도록 설정할 수 있다.

### 시크릿 박스
지문을 등록하여 시크릿 모드에서만 보이도록 특정 앱을 숨길 수 있다.

### 시크릿 전화부
지문을 등록하여 시크릿 모드에서만 보이도록 특정 연락처를 숨길 수 있다.

### V 터치
후면 버튼을 이용하여 전화를 받거나 사진을 찍을 수 있다.

### V 노트
그림을 그리거나 메모할 수 있다.

### 상단바 간편 내림
홈 화면에서 한 손가락으로 화면을 위에서 아래로 드래그하면 간편제어창이 표시된다. (기프트팩 업그레이드 필요)

### 전면 뷰티샷
전면카메라 모드에서도 뷰티샷을 사용할 수 있다. (기프트팩 업그레이드 필요)

### 플로팅 키패드
키패드의 위치를 원하는 대로 이동시킬 수 있다.

### USB Host
기존 USB호스트 대비 MTP/PTP를 지원하는 개선된 USB호스트 기능이 탑재되었다.

### 캔버스 톡
상대방과 그림을 그리거나 메모하며 대화할 수 있다.
안드로이드 4.4.2 업데이트에서 제거되었다.

### 안심 귀가 서비스
등록된 사용자에게 안전한 귀가를 돕는 서비스다.

## 특수 악세서리

### 스마트플립 2.0
기존 버전 대비 개선된 스마트플립 기능으로 V 노트, 동영상, DMB, 카메라를 지원한다.
(바로 사진을 촬영할 수 있으며 시간과 함께 날씨가 표시된다.)

## 스피커

### 무손실 음원 재생
무손실 FLAC 음원 재생을 지원한다.

## 경쟁 기종
- LG G 프로 2
- 삼성 갤럭시 노트3
- 애플 아이폰 5s
- 소니 엑스페리아 Z1